# Kawasaki Ki-102
Ki-102 (яп. キ102), штурмовик армейский тип 4 (яп. 四式襲撃機) — двухмоторный цельнометаллический перехватчик ПВО Сухопутных войск Императорской Японии. Условное обозначение РУ ВВС США Рэнди (Randy). Принят на вооружение Сухопутных войск Императорской Японии в 1944 г., выпускался опытной серией до окончания Второй мировой войны.

## История
К началу военных действий на Тихом океане на вооружении японской армейской авиации стоял двухмоторный истребитель Kawasaki Ki-45. В 1942 году фирма "Kawasaki", по собственной инициативе, начала работу по модернизации Ki-45. Новый проект получил одобрение технического отдела штаба армейской авиации Японии (Koku Hombu), Фирме "Kawasaki" был выдан заказ на изготовление трех прототипов.
Но в конце 1942 работы над улучшенным вариантом Ki-45 были свернуты. Заказ на изготовление трех прототипов был аннулирован и Koku Hombu выдал новое техническое задание на создание одноместного двухмоторного истребителя, что влекло за собой не модернизацию, а полное изменение конструкции самолета. Новый проект получил наименование Ki-96. Испытания прототипов Ki-96 показали хорошую управляемость и летно-технические характеристики нового самолета близкие к расчетным. Но к этому времени ситуация на фронте складывалась не в пользу Японии и одноместный самолет  без бронирования и оборонительного вооружения уже не соответствовал требованиям времени.
Командование армейской авиации в очередной раз изменило свое решение и выдало задание на создание универсального двухместного самолета способного решать задачи как штурмовика, так и высотного перехватчика, способного противостоять американскому тяжелому бомбардировщику B-29. Новый проект получил наименование Ki-102.
Получив новое задание, фирма "Kawasaki" при разработке самолета взяла за базу уже готовый проект истребителя Ki-96, от которого был полностью позаимствован планер и силовая установка. Разработка нового самолета велась сразу в двух вариантах - штурмовика и высотного перехватчика. Высотный перехватчик отличался двигателем оснащенным турбокомпрессором.

## Испытания и серийное производство
После завершения проектирования на авиационном заводе Kawasaki в г. Гифу было заложено восемь прототипов. По три прототипа для высотного перехватчика Ki-102a и штурмовика Ki-102b и два прототипа для дальнейшего усовершенствования проекта. Первоначально приоритет отдавался перехватчику Ki-102a, но постоянные проблемы с доводкой турбокомпрессора задерживали работы по этому проекту, поэтому прототипы штурмовика Ki-102b были готовы раньше.
Первый полет прототип Ki-102b совершил в июле 1944 года. После завершения испытаний и внесения в конструкцию планера незначительных изменений, в октябре 1944 года, самолет был запущен в серию под обозначением "Армейский штурмовик Тип 4" или Ki-102b. На авиационном заводе "Kawasaki" в г. Акаши была выпущена партия из 20 предсерийных самолетов, которые с тремя опытными прототипами использовались для доводки машины.
Пять прототипов высотного перехватчика Ki-102a были изготовлены до конца 1944 года, испытания сопровождались постоянными проблемами с турбокомпрессором, которые так и не были решены до капитуляции Японии. Чтобы максимально упростить производственный процесс установочную серию из 12 высотных истребителей Ki-102a решили собрать путем переделки уже готовых штурмовиков Ki-102в.
Увеличению темпов производства мешали постоянные налеты союзной авиации. Всего до конца войны было произведено 238 самолетов Ki-102, из них 215 штурмовиков Ki-102b. Большинство выпущенных самолетов было выведено в резерв, их берегли на случай вторжения союзников на Японские острова. Американцы присвоили этим самолетам кодовое имя "Рэнди".

## Конструкция
Kawasaki Ki-102 двухмоторный цельнометаллический свободнонесущий моноплан классической схемы с убираемым шасси.
Фюзеляж - цельнометаллический полумонокок овального сечения с работающей гладкоклепанной обшивкой. Кабина пилота закрывалась обтекаемым фонарем с хорошим круговым обзором и 60-мм лобовым бронестеклом. Фюзеляж был хорошо забронирован. В носовой части фюзеляжа устанавливались две бронеплиты толщиной 12 и 8 мм, защищавшие отсек с пушкой. Спинка кресла пилота и заголовник были выполнены из бронеплиты толщиной 12 мм. С боков и под креслом располагались бронеплиты толщиной 8 мм. Стрелок-радист сидел в отдельной кабине лицом назад. Кабина стрелка закрывалась откидным блистером. Стрелок бы защищен тремя бронеплитами 8 и 12 мм. Между кабинами пилота и стрелка устанавливался фюзеляжный топливный бак. Спереди и сзади  бака устанавливались две 12-мм бронеплиты, являющиеся одновременно противопожарными перегородками.
Крыло - свободнонесущее двухлонжеронное треугольное в плане, с закругленными законцовками. Состоит из центроплана и двух отъёмных консолей. Левая консоль на 30 мм длиннее правой. Это выполнено для компенсации реактивного момента воздушных винтов. Продольный силовой набор - два лонжерона и стрингера, поперечный силовой набор нервюры: 24 на левой и 23 на правой. Работающая обшивка крепится к каркасу при помощи потайной клепки. К заднему лонжерону крыла крепились четыре узла подвески закрылков, которые, при помощи гидравлического привода, могли вдвигаться на угол до 50 градусов. При выполнении пикирования закрылки выполняли функцию воздушных тормозов.
Хвостовое оперение - однокилевое классической схемы.
Шасси - убираемое двухопорное с хвостовой стойкой. Амортизация основных опор воздушно-масляная, амортизация хвостовой стойки пружинно-масляная. Колеса снабжены механическими тормозами. Основные стойки убирались назад по полету в мотогондолы. На первых сериях хвостовая сойка убиралась в нишу в хвостовой части фюзеляжа и закрывалась створками, Затем, для возможности подвески бомб большого калибра, стойка была удлинена и стала неубиремой. Уборка стоек осуществлялась при помощи гидравлики. Был предусмотрен аварийный выпуск при помощи сжатого воздуха.
Силовая установка - два поршневых двухрядных 14-цилиндровых звездообразных двигателя аоздущного охлаждения Mitsubishi Ha-112-II взлетной мощностью по 1500 л. с. каждый. На модификации высотного перехватчика Ki-102a двигатель оснащался турбокомпрессором, который позволял сохранять требуемую мощность на больших высотах. Воздушные винты металлические трёхлопастные изменяемого шага.
Топливная система - основной топливный бак емкостью 720 литров располагался в фюзеляже между кабинами пилота и стрелка-радиста, по обе стороны бака проходили лонжероны, к ним крепились бронеплиты, являющиеся противопожарными перегородками.  В центроплане были установлены четыре бака - два по 285 литров каждый между лонжеронами и два по 80 литров каждый в передней кромке центроплана. Крыльевые баки были оборудованы автоматической системой пожаротушения и были протектированы резиной. Фюзеляжный бак был протектирован снизу и с боков был имел систему заполнения объема бака углекислым газом по мере выработки топлива.

## Вооружение
Штурмовик Ki-102b. Пушка калибра 57 мм в носовой части фюзеляжа, ствол пушки проходил через паз в бронеплите, боекомплект 16 снарядов, зарядка пневматическая, под казённой частью пушки гильзосборник. Две пушки калибра 20 мм устанавливались снизу фюзеляжа позади кабины пилота. Над каждой из пушек крепились патронные ящики с лентой по 200 патронов на ствол. Пустые гильзы выбрасывались за борт через пазы в нижней части фюзеляжа.
Оборонительное вооружение - пулемет калибра 12,7 мм на шкворне в кабине стрелка-радиста. Боекомплект 200 патронов. В походном положении пулемет закрывался фонарем кабины стрелка. В случае атаки сзади пулемет разворачивали вокруг продольной оси
Бомбовое вооружение - размещалось на двух внешних пилонах, расположенных под фюзеляжем. Бомбы: 4 по 50 кг или 4 по 250 кг, или 2 по 250 кг, или 1по 500 кг, или 1 по 800 кг.
Высотный перехватчик Ki-102a. Носовая пушка калибра 50 мм заменялась на пушку калибра 37 мм, ствол которой был длиннее на  почти на полметра и выступал за носовую часть самолета. Патронный ящик с лентой на 35 снарядов был установлен сверху пушки. Стрельба велась фугасными и фугасного-зажигательными снарядами.

## Основные модификации
Ki-102 - предсерийные самолеты. В апреле августе 1944 года выпущено 20 самолетов
Ki-102a - высотный тяжелый истребитель. Двигатели с турбокомпрессором. С июня по март 1945 года 26 самолетов были переоборудована из штурмовиков Ki-102b.
Ki-102b - армейский штурмовик тип 4. Построено 215 экземпляров.
Ki-102c - ночной истребитель. К концу 1944 года налеты американских В-29 на Японию резко усилились и армии срочно понадобился специализированный ночной перехватчик. Самолет получил крыло увеличенного размаха, удлиненный фюзеляж, новое хвостовое оперение, переделанный радар и вооружение. Построено два экземпляра.

## Боевое применение
Истребители Kawasaki Ki-102 стали поступать в строевые части весной 1945 года. Большинство выпущенных самолетов сразу было выведено в резерв, с мая 1945 года действовал приказ. ограничивающий боевую активность Ki-102, их берегли на случай вторжения союзников на Японские острова. В боях за Окинаву использовались всего несколько Ki-102. Самолет также участвовал в испытаниях японской управляемой ракеты, которую предполагали использовать против кораблей союзников, в случае десанта на Японские острова. После капитуляции Японии большое количество самолетов Ki-102, которые не успели отправить в строевые части, были захвачены союзниками на авиационном заводе Kawasaki в Г. Гифу.

## Характеристики
| Вторая модификация     |                                                                     |
| Технические            |                                                                     |
| Экипаж                 | 2 чел.                                                              |
| Длина                  | 11,5 м                                                              |
| Размах (площадь) крыла | 15,6 м (34 м²)                                                      |
| Высота                 | 3,7 м                                                               |
| Взлетная (сухая) масса | 7,3 т (5 т)                                                         |
| Силовая установка      |                                                                     |
| Число                  | 2 ед.                                                               |
| Двигатель              | Ha-112 (турбодвигатель, 14-цил.)                                    |
| Объем                  | 32 л                                                                |
| Мощность               | 1,5 тыс. л.с.                                                       |
| Лётные                 |                                                                     |
| Максимальная скорость  | 580 км/ч                                                            |
| Скороподъёмность       | 12 м/с                                                              |
| Нагрузка на крыло      | 215 кг/м²                                                           |
| Потолок                | 10 км                                                               |
| Дальность              | 2 тыс. км                                                           |
| Вооружение             |                                                                     |
| Стрелковое             | подвесное 1 ед. Ho-401 в гаргроте 2 ед. Ho-5 турельное 1 ед. Ho-103 |